# Internet Research Task Force
La Internet Research Task Force (IRTF), en castellano Fuerza de Tareas de Investigaciones de Internet, es un grupo hermano del IETF. Su principal misión es “promover la investigación de la importancia de la evolución de futuro de Internet, a través de grupos, a largo y corto plazo y crear investigación que trabaje sobre los asuntos relacionados con los protocolos, los usos, la arquitectura y la tecnología de Internet.” 
Se compone de los grupos de investigación que estudian ediciones a largo plazo referentes a Internet y a las tecnologías relacionadas. La lista de grupos actuales se puede encontrar en el sitio del IRTF. 
El IRTF es manejado por el Internet Research Steering Group (IRSG), que corresponde a la organización similar llamada Internet Engineering Steering Group (IESG), en el lado del IETF. El director de IRTF es designado por el Internet Architecture Board (IAB) por un término de dos años.